# Atempan
Atempan là một đô thị thuộc bang Puebla, México. Năm 2005, dân số của đô thị này là 22150 người.